# Campeonato Mundial de Esquí Nórdico 2013 – Sprint femenino por equipos
El evento de Sprint femenino por equipo de esquí de fondo del Campeonato Mundial de Esquí Nórdico de 2013 tuvo lugar el 24 de febrero de 2013.

## Resultado

### Semifinales
| Pos. | Serie | N.º | País            | Atleta                                          | Tiempo  | Observaciones |
| ---- | ----- | --- | --------------- | ----------------------------------------------- | ------- | ------------- |
| 1    | 1     | 1   | Noruega         | Ingvild Flugstad Østberg Maiken Caspersen Falla | 21:24.2 | CLASIFICADAS  |
| 2    | 1     | 2   | Alemania        | Hanna Kolb Denise Herrmann                      | 21:25.5 | CLASIFICADAS  |
| 3    | 1     | 6   | Italia          | Marina Piller Ilaria Debertolis                 | 21:25.6 | Clasificadas  |
| 4    | 1     | 3   | Eslovenia       | Katja Višnar Vesna Fabjan                       | 21:30.1 | Clasificadas  |
| 5    | 1     | 8   | Polonia         | Sylwia Jaśkowiec Agnieszka Szymańczak           | 21:30.2 | Clasificadas  |
| 6    | 1     | 5   | Suiza           | Bettina Gruber Laurien van der Graaff           | 21:58.2 |               |
| 7    | 1     | 4   | Canadá          | Perianne Jones Daria Gaiazova                   | 22:01.7 |               |
| 8    | 1     | 7   | Estonia         | Piret Pormeister Triin Ojaste                   | 22:22.5 |               |
| 9    | 1     | 10  | Bulgaria        | Antoniya Grigorova-Burgova Teodora Malcheva     | 22:57.3 |               |
| 10   | 1     | 9   | Ucrania         | Maryna Antsybor Iryna Leletko                   | 23:03.2 |               |
| 11   | 1     | 11  | Reino Unido     | Rosamund Musgrave Sarah Young                   | 23:31.5 |               |
| 12   | 1     | 13  | Hungría         | Emőke Szőcs Ildikó Papp                         | 24:02.5 |               |
| 13   | 1     | 12  | Letonia         | Inga Daushkane Kitija Auziņa                    | 24:59.1 |               |
| 1    | 2     | 14  | Estados Unidos  | Jessica Diggins Kikkan Randall                  | 21:17.4 | CLASIFICADAS  |
| 2    | 2     | 15  | Suecia          | Charlotte Kalla Ida Ingemarsdotter              | 21:18.2 | CLASIFICADAS  |
| 3    | 2     | 16  | Finlandia       | Riikka Sarasoja-Lilja Krista Lähteenmäki        | 21:18.6 | Clasificadas  |
| 4    | 2     | 17  | Rusia           | Natalya Korostelyova Natalya Matveyeva          | 21:37.5 | Clasificadas  |
| 5    | 2     | 19  | Francia         | Celia Aymonier Coraline Hugue                   | 21:40.0 | Clasificadas  |
| 6    | 2     | 23  | China           | Li Hongxue Man Dandan                           | 22:27.2 |               |
| 7    | 2     | 20  | República Checa | Petra Novaková Eva Vrabcová-Nyvltová            | 22:28.3 |               |
| 8    | 2     | 18  | Austria         | Kerstin Muschet Katerina Smutna                 | 22:38.6 |               |
| 9    | 2     | 21  | Bielorrusia     | Ekaterina Rudakova Valiantsina Kaminskaya       | 22:39.1 |               |
| 10   | 2     | 24  | Lituania        | Ingrida Ardišauskaitė Natalija Kočergina        | 23:09.0 |               |
| 11   | 2     | 22  | Kazajistán      | Anna Stoyan Oxana Yatskaya                      | 23:14.3 |               |
| 12   | 2     | 25  | Dinamarca       | Niviaq Chemnitz Berthelsen Signe Schlør         | 25:02.6 |               |

### Final
La final se llevó a cabo a las 12:00 (hora local).
| Pos.              | N.º | País           | Atleta                                          | Tiempo  | Dif. de tiempo |
| ----------------- | --- | -------------- | ----------------------------------------------- | ------- | -------------- |
| Medalla de oro    | 14  | Estados Unidos | Jessica Diggins Kikkan Randall                  | 20:24.4 |                |
| Medalla de plata  | 15  | Suecia         | Charlotte Kalla Ida Ingemarsdotter              | 20:32.2 | +7.8           |
| Medalla de bronce | 16  | Finlandia      | Riikka Sarasoja-Lilja Krista Lahteenmäki        | 20:35.3 | +10.9          |
| 4                 | 1   | Noruega        | Ingvild Flugstad Østberg Maiken Caspersen Falla | 20:45.2 | +20.8          |
| 5                 | 6   | Italia         | Marina Piller Ilaria Debertolis                 | 20:45.8 | +21.4          |
| 6                 | 3   | Eslovenia      | Katja Višnar Vesna Fabjan                       | 20:49.5 | +25.1          |
| 7                 | 17  | Rusia          | Natalya Korostelyova Natalya Matveyeva          | 20:58.4 | +34.0          |
| 8                 | 2   | Alemania       | Hanna Kolb Denise Herrmann                      | 20:58.5 | +34.1          |
| 9                 | 8   | Polonia        | Sylwia Jaśkowiec Agnieszka Szymańczak           | 21:10.4 | +46.0          |
| 10                | 19  | Francia        | Celia Aymonier Coraline Hugue                   | 21:10.9 | +46.5          |